# Intoxication aux dérivés nitrés et chloronitrés du benzène
Cet article décrit les critères administratifs pour qu'une intoxication aux dérivés nitrés et chloronitrés du benzène soit reconnue comme maladie professionnelle en France.
Cet article relève du domaine de la législation sur la protection sociale et a un caractère davantage  juridique que médical.

## Législation enFrance

### Régime général
| Fiche Maladie Professionnelle | Fiche Maladie Professionnelle | Fiche Maladie Professionnelle |
| Ce tableau définit les critères à prendre en compte pour qu'une intoxication par les dérivés nitrés et chloronitrés du benzène soit prise en charge au titre de la maladie professionnelle | Ce tableau définit les critères à prendre en compte pour qu'une intoxication par les dérivés nitrés et chloronitrés du benzène soit prise en charge au titre de la maladie professionnelle | Ce tableau définit les critères à prendre en compte pour qu'une intoxication par les dérivés nitrés et chloronitrés du benzène soit prise en charge au titre de la maladie professionnelle                                                       |
| Régime Général.Date de création : 9 décembre 1938 | Régime Général.Date de création : 9 décembre 1938 | Régime Général.Date de création : 9 décembre 1938 |
| Tableau N° 13 RG | Tableau N° 13 RG | Tableau N° 13 RG |
| Intoxications professionnelles par les dérivés nitrés et chloronitrés des hydrocarbures benzéniques                                                                                        | Intoxications professionnelles par les dérivés nitrés et chloronitrés des hydrocarbures benzéniques                                                                                        | Intoxications professionnelles par les dérivés nitrés et chloronitrés des hydrocarbures benzéniques |
| --- | --- | --- |
| Désignation des Maladies | Délai de prise en charge | Liste indicative des principaux travaux susceptibles de provoquer ces maladies |
| Manifestations consécutives à l'intoxication subaiguë ou chronique (cyanose, anémie, subictère).                                                                                           | 1 an | Préparation, emploi, manipulation des dérivés nitrés et chloronitrés des hydrocarbures benzéniques, notamment |
| Accidents aigus (coma) en dehors des cas considérés comme accidents du travail. | 30 jours | - Fabrication des dérivés nitrés et chloronitrés du benzène et de ses homologues. |
| Dermites chroniques irritatives ou eczématiformes causées par les dérivés chloronitrés récidivant en cas de nouvelle exposition au risque                                                  | 15 jours | - Fabrication des dérivés aminés (aniline et homologues) et de certaines matières colorantes. - Préparation et manipulation d'explosifs. Sont exclues les opérations effectuées à l'intérieur d'appareils rigoureusement clos en marche normale. |
| Date de mise à jour : 11 février 2003 | | |

## Sources spécifiques
- (fr) Tableau N° 13 des maladies professionnelles du régime Général

## Sources générales
- (fr) Tableaux du régime Général sur le site de l’AIMT
- (fr) Guide des maladies professionnelles sur le site de l’INRS